# Ivan Antun Benzoni
Ivan Antun Benzoni (Rijeka, oko 23. svibnja 1693. – Rijeka, 3. prosinca 1745.) bio je senjsko-modruški biskup.
Za vrijeme njegovog upravljanja biskupijom, 1741. godine je na jednog svećenika dolazilo 362 vjernika. Tako je 1732. zaredio jednoga za svećenika i dopustio mu da može slaviti misu samo dva puta godišnje.

### Članci
- Bogović, Mile. 2007. Svećenici senjsko-modruške biskupije odnosno riječko-senjske nadbiskupije od 1878. do 2000. godine. Riječki teološki časopis. Riječki teološki časopis. Rijeka. 30 (2): 337–345